# Breathe
„Breathe” este un cântec R&B al interepretei americane Blu Cantrell. Piesa a fost lansată ca cel de-al cincilea disc single al artistei, fiind inclus pe albumul Bittersweet. „Breathe” a obținut locul 1 în clasamentele din Irlanda, Regatul Unit și România, devenind cel mai bine clasat single al artistei în Europa.

## Clasamente
| Clasament                       | Poziția maximă | Referință |
| ------------------------------- | -------------- | --------- |
| Australia Singles Chart         | 8              | [ 2 ]     |
| Ultratop 50 Singles Chart       | 22             | [ 2 ]     |
| Denmark Singles Chart           | 7              | [ 2 ]     |
| Dutch Singles Chart             | 4              | [ 2 ]     |
| France Singles Chart            | 13             | [ 2 ]     |
| Germany Singles Chart           | 7              | [ 2 ]     |
| Norway Singles Chart            | 6              | [ 2 ]     |
| Romanian Singles Chart          | 1              | [ 3 ]     |
| Sweden Singles Chart            | 14             | [ 2 ]     |
| Swiss Singles Chart             | 5              | [ 2 ]     |
| Billboard Hot 100               | 70             | [ 4 ]     |
| Billboard Hot R&B/Hip-Hop Songs | 83             | [ 4 ]     |